# Парк Слави (Біла Церква)
Парк Слави — один із парків у Білій Церкві. Первинно являв собою меморіальний комплекс присвячений загиблим визволителям Білої Церкви — солдатам РСЧА та бійцям 1-ї окремої Чехословацької піхотної бригади. Наразі наповнюється пам'ятниками, які висвітлюють героїчні вчинки білоцерківців. Біля центрального пам'ятника Загиблим визволителям горить вічний вогонь.

## Історія
На території парку до закінчення німецько-радянської війни розташовувались римо-католицьке та лютеранське кладовища. Також біля католицьких поховань стояла каплиця, яку разом з могилами було знесено для закладення меморіального комплексу. Утім, місце для Парку слави було обрано не випадково: ще у 1919 році тут було поховано вбитих продармійців, про що свідчить пам'ятник.
На приміщенні школи № 1 ім. В. Логінова, яке безпосередньо прилягає до парку, у 1975 році встановлено капсулу часу, яку потрібно відкрити у 2045 році.
У 2014 році у зв'язку з кампанією декомунізації було демонтовано пам'ятник продармійцям.
21 листопада 2016 у парку встановили пам’ятник героям Небесної сотні, який через свій неестетичний дизайн та зображення Криму відламаним від України, спричинив значний резонанс.
У 14 грудня 2017 році у парку встановлено пам'ятник загиблим працівникам ДСНС.

## Галерея

Центральний елемент парку — пам'ятник загиблим визволителям. Біля підніжжя знаходиться Вічний вогонь
Пам'ятник загиблим продармійцям (демонтований у 2014 році)
Пам'ятний камінь на честь закладення пам'ятника героїчним поколінням